# Селивёрстов, Константин Львович
Константин Львович Селивёрстов (3 ноября 1963 года, Ленинград, СССР) — российский кинорежиссёр
, сценарист, кинооператор, литератор.

## Биография
Константин Селивёрстов родился в Ленинграде в семье профессиональных музыкантов. В 1989 году окончил сценарные курсы при киностудии «Ленфильм» и с 1990 года работал обозревателем в газете «Литератор». В 1992—1994 гг. был заместителем главного редактора газеты «Петербургский литератор». Несколько лет Константин Селивёрстов был литературным обозревателем «Радио России». В 1997 году дебютировал в кино полнометражной комедией «Моцарт в Петербурге», где выступил в качестве режиссёра, сценариста, оператора и звукорежиссёра. Премьера фильма состоялась на петербургском телевидении. Представлял картину известный режиссёр Игорь Шадхан.
В 1999 году экранизировал собственные иронические новеллы о жизни и приключениях представителей петербургской богемы — «Я искушён в любви и в чистом искусстве» (позже вошли в одноимённый сборник избранной прозы). Международная премьера фильма состоялась в том же году в Париже. С этой картины у Константина Селивёрстова определился постоянный круг актёров, которые из фильма в фильм исполняли роли практически самих себя: балетмейстер Владимир Тыминский, архитектор Николай Палачёв, художник-модельер Сергей Чернов, актёр Юрий Зелькин и так далее.
Годом позже Селивёрстов поставил сатирическую антиутопию «Марсианские хроники». Картина принесла её создателю Первую премию Московского Международного Фестиваля «Любить кино». В 2001 году вышло продолжение похождений непутёвых «работников умственного труда» — «Я искушён в любви и в чистом искусстве 2», а в 2002 году — фильм «Бесы», жанр которого автор определил как «иронический триллер». Снятая в 2003 году методом спонтанной импровизации философская комедия «Смежные комнаты» привлекла внимание зрителей, критики и прессы на Международном Кинофестивале «Любить Кино» в Москве. 92-летняя бабушка автора, Цецилия Селивёрстова, была удостоена приза «За лучшее исполнение женской роли».
По заказу консульства Австрии Константин Селивёрстов снял документальный фильм «Кристине де Гранси в Петербурге».
В Германии по телевидению прошла ретроспектива фильмов Константина Селиверстова, а в России три телеканала демонстрировали его фильмы на своих экранах.
В 2005 году вышел сборник избранной прозы Константина Селивёрстова «Я искушён в любви и в чистом искусстве». В то же время сценарист и режиссёр продолжал творческие эксперименты в поле короткометражного кино: «Неустрашимые истребители террористок» (совмещение игровых эпизодов с флэш-анимацией) и «Стоматолог: история одного убийцы» (псевдодокументальный триллер). В 2008 году Селивёрстов снял первую в творческой биографии экранизацию классического литературного произведения — романа Анри Мюрже «Сцены из жизни богемы», действие которого было перенесено из Парижа XIX века в современный Санкт-Петербург. Картина удостоилась Главного Приза XI Международного Фестиваля независимого кино «Чистые грёзы», Санкт-Петербург, 2008 год. В 2009 году фильм «Сцены из жизни богемы» был участником официальной программы 31-го Московского Международного кинофестиваля. Фильм выходил в российский прокат.
В 2008 году Константин Селивёрстов был автором и ведущим программы о великих режиссёрах мирового кино на петербургском телеканале «ВОТ». В том же году он снял по заказу СПб Филиала Общественной Палаты СЗФО цикл документальных фильмов об общественных организациях Петербурга и их социальных проектах.
В 2008 году Тамара Алмаметова и Дмитрий Генералов сняли документальный фильм о творчестве культового петербургского режиссёра «Константин Селивёрстов: кино из воздуха, света и прочего мусора».
В 2009 году Селивёрстов снял короткометражную комедию для двух актёров «В крови горит огонь желанья» и полнометражную фантазию на темы Н. В. Гоголя «Женитьба». Фильм «Женитьба» представлял Россию в основной конкурсной программе Московского Международного Кинофестиваля «Tomorrow». Фильм выходил в российский прокат.
В 2010 году фильм «Сцены из жизни богемы» был участником Международного кинофестиваля в Барселоне (Испания) и 16-го Всероссийского фестиваля «Литература и кино».
В этом же году вышел новый фильм Константина Селивёрстова «Клубничная поляна», который стал участником 33-го Московского Международного Кинофестиваля (июнь 2011 года), Московского Международного кинофестиваля «2-in-1» (октябрь 2010 года). Фильм «Клубничная Поляна» удостоен специального приза жюри на Международном кинофестивале «Чистые грёзы» (Петербург, 2010 год). Главную роль в фильме исполнила обладатель высшей театральной премии Петербурга «Золотой софит», актриса МДТ «Театра Европы» Екатерина Клеопина.
Новая книга Константина Селивёрстова «12 с половиной, или Моя жизнь в чистом искусстве» была опубликована в журнале «Волга» № 7-8, 2011 год.
Фильм «Une Belle Epoque» (Прекрасная эпоха) принял участие в программе Московского Международного кинофестиваля «2-in-1» в октябре 2011 года. Фильм Константина Селивёрстова «Une Belle Epoque» (Прекрасная эпоха) удостоен гран-при Международного кинофестиваля «Чистые грёзы», проходившего с 10 по 13 ноября 2011 года в Петербургском Доме Кино.
В мае 2012 года фильм «Сцены из жизни богемы» представлял российский кинематограф на Международном кинофестивале в Мадриде.
В 2014 году  Константин Селивёрстов снял фильм «Процесс» по одноимённому роману Франца Кафки. Главные роли в картине исполнили артисты петербургских театров Антон Шварц, Андрей Шимко, Наталья Шамина, Елена Шварева, Игорь Головин. Фильм был участником международного кинофестиваля «Фестиваль фестивалей» в Санкт-Петербурге, участвовал в конкурсной программе фестиваля «Полный артхаус» в Челябинске. Международная премьера фильма состоялась в октябре 2014 года в Лондоне. На международном кинофестивале «12 Months Film Festival» (Румыния) Константин Селиверстов и фильм «Процесс» награждены в номинации «Лучший монтаж».
Премьера новой экранизации другого одноимённого романа Франца Кафки, «Замок», состоялась в Санкт-Петербурге 28 января 2016 года. Главные роли исполнили артисты петербургских театров Антон Шварц (БДТ), Наталья Шамина (театр Ленсовета), Зоя Буряк (Молодёжный театр на Фонтанке). Международная премьера фильма «Замок» состоялась в Великобритании в августе 2016 года. В сентябре фильм был показан на международном кинофестивале в Мексике. В 2017 году фильм «Замок» принял участие в 35st International Film Festival Of Uruguay (Montevideo), Bodhisattva International Film Festival (India),LOS ÁNGELES San Rafael Film Festival (Madrid, Spain), Festival of World Cinema NICE 2017 (Nice, France), FLY Film Festival (USA). На международном кинофестивале в Ницце Константин Селивёрстов номинирован в категории «Лучший режиссёр» за фильм «Замок». Оператор фильма «Замок» Аркадий Ватников на международном кинофестивале в Ницце номинирован в категории «Лучший оператор». На кинофестивале LOS ÁNGELES San Rafael Film Festival фильм «Замок» удостоен первой премии.
Фильмы «Профессионалы» и «Я хочу ехать в лифте один»! приняли участие в Международном кинофестивале «Артдокфест» (Москва, 2016 год).
Фильм «Женщины: искусство обольщения» принял участие в Международном кинофестивале «Артдокфест» (Москва, 2017 год).
Фильм «Женщины» принял участие в Международном кинофестивале «Артдокфест» (Москва, 2018 год).
Фильм «Ромео и Джульетты» принял участие в Международном кинофестивале «Артдокфест» 2019 года.
В 2019 году в Великобритании вышла книга профессора Кембриджского Университета Philip Gorski «Godseekers». Одна из глав этой книги «Kafka in Russia» полностью посвящена трём экранизациям произведений Франца Кафки, выполненным Константином Селивёрстовым.
В 2020 году фильм «Превращение» стал лауреатом 11th Independent International Internet Short Film Festival.
В 2020 году фильм Константина Селивёрстова «Патриот» принял участие в конкурсной программе международного кинофестиваля «Артдокфест».
В 2020 году Константин Селивёрстов награждён художественной премией «Петрополь» за создание уникальной кинотрилогии по произведениям Франца Кафки.
В 2021 году кинорежиссёр Николай Якимчук снял документальный фильм «Вольный стрелок, или КиноЗАМОК Кости Селивёрстова». Фильм стал участником VI Международного кинофестиваля «Сочи фильм фестиваль» и Получил награду «Лучший документальный фильм» на первом Российско-Американском международном кинофестивале «МОСТЫ» в Санкт-Петербурге в 2022.
В 2022 году фильм Константина Селиверстова «Я буду твоей собакой» стал лауреатом международного кинофестиваля INTERNATIONAL CUP of CHAMPIONS CINEMA FIESTA.
В 2023 году фильм Константина Селиверстова «Чёрный ворон» стал лауреатом международного кинофестиваля Independent International Internet Short Film Festival «ATLANTIS».

## Фильмография

### Актёр
- 1997 — «Моцарт в Петербурге»
- 1999 — «Я искушён в любви и в чистом искусстве»
- 2000 — «Выход»
- 2000 — «Марсианские хроники»
- 2002 — «Бесы»
- 2003 — «Смежные комнаты»
- 2001 — «Я искушён в любви и в чистом искусстве 2»
- 2011 — «Une Belle Epoque» («Прекрасная эпоха»)
- 2012 — «Лунный свет»
- 2012 — «Мужчины: искусство обольщения»
- 2014 — «Процесс»
- 2014 — «Lacrimosa»

### Режиссёр
- 1997 — «Моцарт в Петербурге»
- 1999 — «Я искушён в любви и в чистом искусстве»
- 2000 — «Марсианские хроники»
- 2001 — «Я искушён в любви и в чистом искусстве 2»
- 2002 — «Бесы»
- 2003 — «Смежные комнаты»
- 2005 — «Неустрашимые истребители террористок» (к/м)
- 2006 — «Стоматолог: история одного убийцы» (к/м)
- 2008 — «Сцены из жизни богемы»
- 2009 — «В крови горит огонь желанья» (к/м)
- 2009 — «Женитьба»
- 2010 — «Клубничная поляна»
- 2011 — «Женщины: искусство обольщения»
- 2011 — «Une Belle Epoque» («Прекрасная эпоха»)
- 2012 — «Бандерлоги»
- 2012 — «Лунный свет»
- 2012 — «Мужчины: искусство обольщения»
- 2014 — «Процесс»
- 2014 — «Lacrimosa»
- 2015 — «Безумства любви»
- 2016 — «Замок»
- 2016 — «Профессионалы»
- 2016 — «Я хочу ехать в лифте один!»
- 2017 — «Подвиг разведчика» (к/м)
- 2017 — «Когда идёт дождь» (к/м)
- 2018 — «Превращение»
- 2018 — «Русские идут!»
- 2018 — «Женщины»
- 2019 — «Воспоминания»
- 2019 — «Ромео и Джульетты»
- 2020 — «Патриот» (к/м)
- 2020 — «…И, значит, остались только иллюзия и дорога» (к/м)
- 2020 — «The Berserking» (к/м)
- 2021 — «Я буду твоей собакой»
- 2021 — «Femmina la commedia»
- 2021 — «Защита Лужина»
- 2022 — «Fac et spera. Твори и надейся»
- 2022 — «Патриот-2»
- 2022 — «Патриот-3»
- 2022 — «Не выходи из комнаты»
- 2022 — «Чёрный ворон»
- 2023 — «Патриот-4»
- 2023 — «Museum»
- 2023 — «Война и Мир»
- 2024 — «Изгнание»
- 2024 — «Гойда!»

### Сценарист
- 1997 — «Моцарт в Петербурге»
- 1999 — «Я искушён в любви и в чистом искусстве»
- 2000 — «Марсианские хроники»
- 2001 — «Я искушён в любви и в чистом искусстве 2»
- 2002 — «Бесы»
- 2003 — «Смежные комнаты»
- 2005 — «Неустрашимые истребители террористок» (к/м)
- 2008 — «Сцены из жизни богемы»
- 2009 — «В крови горит огонь желанья» (к/м)
- 2009 — «Женитьба»
- 2010 — «Клубничная поляна»
- 2011 — «Женщины: искусство обольщения»
- 2011 — «Une Belle Epoque» («Прекрасная эпоха»)
- 2012 — «Бандерлоги»
- 2012 — «Лунный свет»
- 2012 — «Мужчины: искусство обольщения»
- 2014 — «Процесс»
- 2014 — «Lacrimosa»
- 2016 — «Замок»
- 2017 — «Подвиг разведчика» (к/м)
- 2017 — «Когда идёт дождь» (к/м)
- 2018 — «Превращение»
- 2018 — «Русские идут!»
- 2018 — «Женщины»
- 2019 — «Воспоминания»
- 2019 — «Ромео и Джульетты»
- 2020 — «…И, значит, остались только иллюзия и дорога» (к/м)
- 2021 — «Я буду твоей собакой»
- 2021 — «Femmina la commedia»
- 2021 — «Защита Лужина»
- 2022 — «Fac et spera. Твори и надейся»
- 2022 — «Не выходи из комнаты»
- 2022 — «Чёрный ворон»
- 2024 — «Изгнание»

### Оператор
- 1997 — «Моцарт в Петербурге»
- 1999 — «Я искушён в любви и в чистом искусстве»
- 2003 — «Смежные комнаты»
- 2007 — «Стоматолог: история одного убийцы» (к/м)
- 2008 — «Сцены из жизни богемы»
- 2009 — «В крови горит огонь желанья» (к/м)
- 2009 — «Женитьба»
- 2010 — «Клубничная поляна»
- 2011 — «Женщины: искусство обольщения»
- 2011 — «Une Belle Epoque» («Прекрасная эпоха»)
- 2012 — «Бандерлоги»
- 2012 — «Лунный свет»
- 2012 — «Мужчины: искусство обольщения»
- 2014 — «Lacrimosa»
- 2015 — «Безумства любви»
- 2016 — «Профессионалы»
- 2016 — «Я хочу ехать в лифте один!»
- 2018 — «Превращение»
- 2018 — «Русские идут!»
- 2018 — «Женщины»
- 2019 — «Ромео и Джульетты»
- 2021 — «Femmina la commedia»
- 2021 — «Защита Лужина»
- 2022 — «Fac et spera. Твори и надейся»
- 2022 — «Патриот-2»
- 2022 — «Патриот-3»
- 2022 — «Не выходи из комнаты»
- 2022 — «Чёрный ворон»
- 2023 — «Патриот-4»
- 2023 — «Museum»
- 2024 — «Изгнание»

### Продюсер
- 1999 — «Я искушён в любви и в чистом искусстве»
- 2001 — «Я искушён в любви и в чистом искусстве 2»
- 2008 — «Сцены из жизни богемы»
- 2009 — «Женитьба»
- 2011 — «Une Belle Epoque» («Прекрасная эпоха»)
- 2022 — «Чёрный ворон»

### Монтажёр
- 2010 — «Клубничная поляна»
- 2021 — «Защита Лужина»
- 2022 — «Fac et spera. Твори и надейся»
- 2022 — «Не выходи из комнаты»
- 2022 — «Чёрный ворон»
- 2023 — «Патриот-4»
- 2023 — «Museum»
- 2023 — «Война и Мир»
- 2024 — «Изгнание»
- 2024 — «Гойда!»